# 巴布亚新几内亚行政区划
巴布亚新几内亚全国按行政区划分为4个大区和22个省，省之下还划分有县和地方政府区域。

## 大区

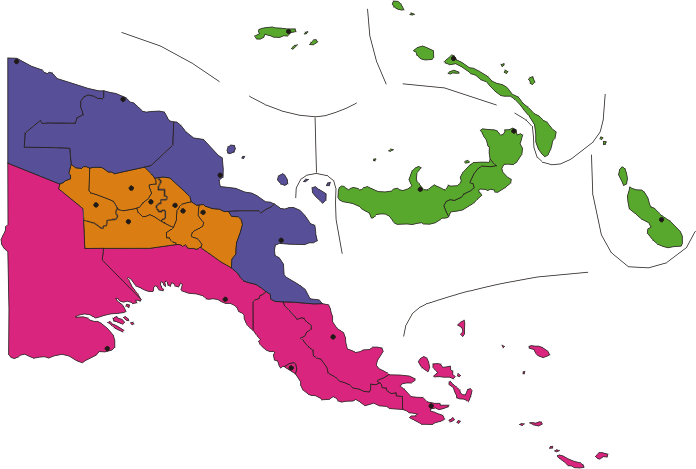
巴布亚新几内亚大区

巴布亚新几内亚共有4个大区。
- 高地大區（英语：Highlands Region）：欽布省、東高地省、恩加省、赫拉省、吉瓦卡省、西高地省以及南高地省。
- 群島大區（英语：Islands Region）：布干維爾自治区、東新不列顛省、馬努斯省、新愛爾蘭省以及西新不列顛省。
- 莫美斯大區（英语：Momase Region）：桑道恩省（西塞皮克省）、東塞皮克省、馬當省以及莫雷貝省。
- 南部大區（英语：Southern Region, Papua New Guinea）（前称巴布亚大区）：中央省、海灣省、米爾恩灣省、北部省以及西部省。

## 省
巴布亚新几内亚有20个省，加上1个自治区和首都区，共22个省级单位。
| 1. 中央省 2. 欽布省 3. 東高地省 4. 東新不列顛省 5. 东塞皮克省 6. 恩加省 7. 海灣省 8. 馬當省 9. 馬努斯省 10. 米爾恩灣省 11. 莫雷贝省 | 1. 新愛爾蘭省 2. 北部省 3. 布干维尔自治区 4. 南高地省 5. 西部省 6. 西高地省 7. 西新不列顛省 8. 桑道恩省 9. 國家首都區 10. 赫拉省 11. 吉瓦卡省 |  |

## 县
县是省的下级行政区划。截至2011年，巴布亚新几内亚共有87个县。